# Ronssoy
Ronssoy (appelé également Le Ronssoy et en picard : Ronssouo) est une commune française située dans le département de la Somme, en région Hauts-de-France.

## Géographie

### Localisation

#### Communes limitrophes
| Épehy          | Lempire (Aisne)     | Bony (Aisne)       |
| Villers-Faucon | Ronssoy             | Hargicourt (Aisne) |
|                | Templeux-le-Guérard | Hargicourt (Aisne) |

Cette commune picarde, située à 22 km au sud de Cambrai et à 17 km au nord-est de Péronne, est aisément accessible par l'autoroute A26.
Le village fait partie de l'aire linguistique du picard, il est appelé Ronssouo dans cette langue.

### Nature du sol et du sous-sol
Le sol de la commune est argilo-siliceux pour moitié, argilo-calcaire pour le quart et calcaire pour un dernier quart.

### Relief, paysage, végétation
Le Ronssoy est située sur la ligne de partage des eaux entre l'Escaut et la Somme, à la limite entre les collines d'Artois et celles de Picardie.

### Hydrographie
La commune est située dans le bassin Artois-Picardie. Elle n'est drainée par aucun cours d'eau.

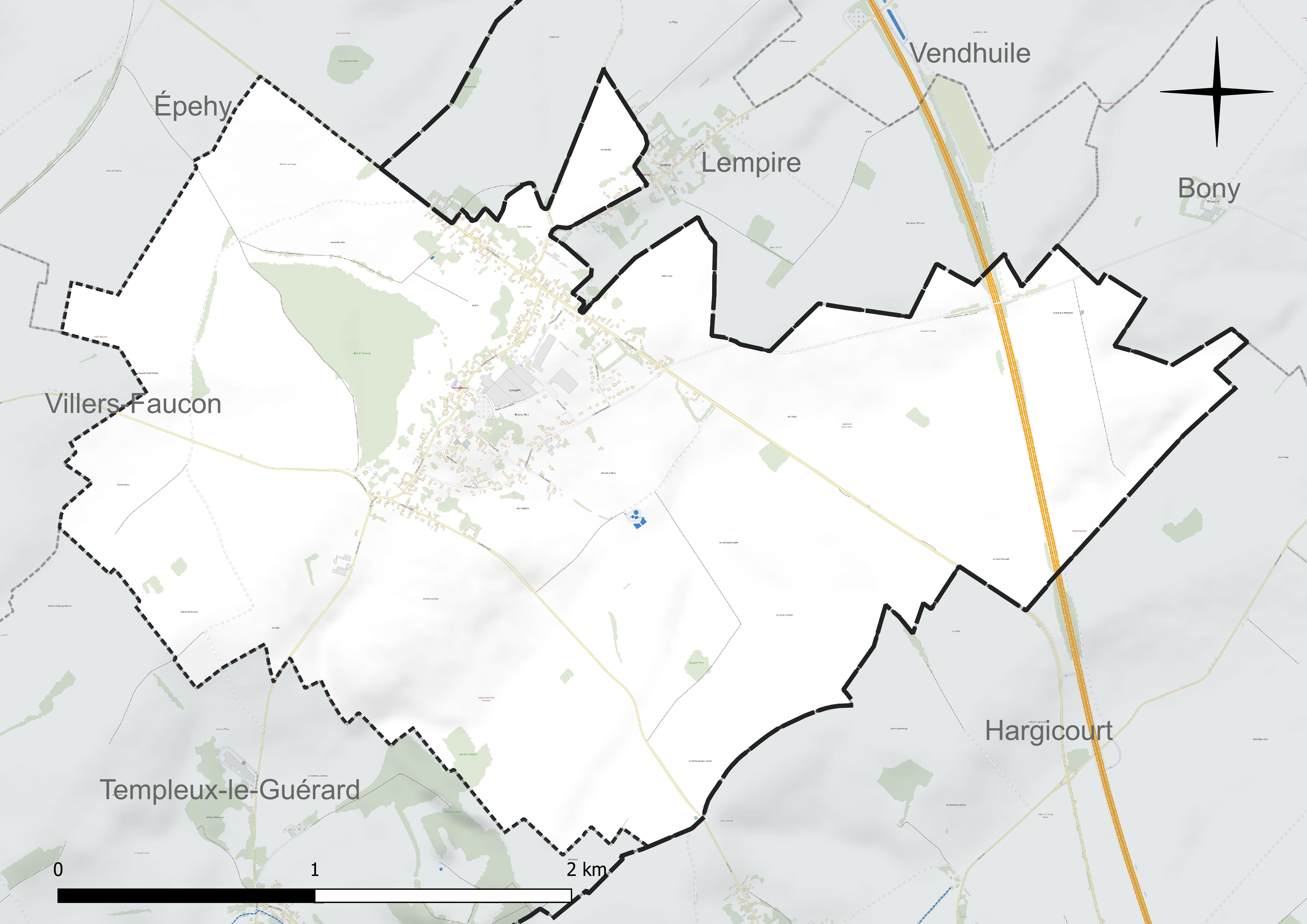
Réseau hydrographique de Ronssoy.

### Climat
Pour des articles plus généraux, voir Climat des Hauts-de-France et Climat de la Somme.
En 2010, le climat de la commune est de type climat océanique dégradé des plaines du Centre et du Nord, selon une étude du CNRS s'appuyant sur une série de données couvrant la période 1971-2000. En 2020, Météo-France publie une typologie des climats de la France métropolitaine dans laquelle la commune est exposée à un climat océanique et est dans la région climatique Nord-est du bassin Parisien, caractérisée par un ensoleillement médiocre, une pluviométrie moyenne régulièrement répartie au cours de l'année et un hiver froid (3 °C).
Pour la période 1971-2000, la température annuelle moyenne est de 9,8 °C, avec une amplitude thermique annuelle de 14,8 °C. Le cumul annuel moyen de précipitations est de 733 mm, avec 11,5 jours de précipitations en janvier et 9 jours en juillet. Pour la période 1991-2020, la température moyenne annuelle observée sur la station météorologique la plus proche, située sur la commune d'Épehy à 4 km à vol d'oiseau, est de 10,6 °C et le cumul annuel moyen de précipitations est de 752,8 mm,. Pour l'avenir, les paramètres climatiques de la commune estimés pour 2050 selon différents scénarios d'émission de gaz à effet de serre sont consultables sur un site dédié publié par Météo-France en novembre 2022.
| Mois                                  | jan.             | fév.             | mars           | avril         | mai           | juin          | jui.          | août          | sep.          | oct.            | nov.            | déc.           | année      |
| ------------------------------------- | ---------------- | ---------------- | -------------- | ------------- | ------------- | ------------- | ------------- | ------------- | ------------- | --------------- | --------------- | -------------- | ---------- |
| Température minimale moyenne (°C)     | 1,1              | 1,3              | 3,1            | 4,8           | 8,2           | 10,9          | 12,8          | 12,8          | 10,3          | 7,7             | 4,3             | 1,8            | 6,6        |
| Température moyenne (°C)              | 3,4              | 4                | 6,9            | 9,8           | 13,2          | 16,1          | 18,3          | 18,3          | 15,2          | 11,3            | 6,9             | 4              | 10,6       |
| Température maximale moyenne (°C)     | 5,7              | 6,8              | 10,7           | 14,7          | 18,2          | 21,2          | 23,7          | 23,9          | 20            | 14,9            | 9,5             | 6,2            | 14,6       |
| Record de froid (°C) date du record   | −13,9 01.01.1997 | −13,4 07.02.1991 | −12,4 13.03.13 | −4,6 08.04.03 | −2 03.05.21   | 1,6 05.06.12  | 4,5 03.07.11  | 4,8 20.08.14  | 0,6 30.09.18  | −4,4 29.10.1997 | −8,8 23.11.1998 | −14,4 18.12.10 | −14,4 2010 |
| Record de chaleur (°C) date du record | 14,3 09.01.15    | 18,1 26.02.19    | 24,1 31.03.21  | 26,6 20.04.18 | 31,2 27.05.05 | 34,5 18.06.22 | 41,1 25.07.19 | 37,4 12.08.03 | 34,4 15.09.20 | 28,3 01.10.11   | 18,8 02.11.20   | 15,8 07.12.00  | 41,1 2019  |
| Précipitations (mm)                   | 63,5             | 57,5             | 55,1           | 44,8          | 62,7          | 62,6          | 60,5          | 68,6          | 55,2          | 69,8            | 70,1            | 82,4           | 752,8      |

## Urbanisme

### Typologie
Au 1er janvier 2024, Ronssoy est catégorisée commune rurale à habitat dispersé, selon la nouvelle grille communale de densité à sept niveaux définie par l'Insee en 2022.
Elle est située hors unité urbaine. Par ailleurs la commune fait partie de l'aire d'attraction de Saint-Quentin, dont elle est une commune de la couronne,. Cette aire, qui regroupe 120 communes, est catégorisée dans les aires de 50 000 à moins de 200 000 habitants,.

### Occupation des sols
L'occupation des sols de la commune, telle qu'elle ressort de la base de données européenne d'occupation biophysique des sols Corine Land Cover (CLC), est marquée par l'importance des territoires agricoles (85,6 % en 2018), en diminution par rapport à 1990 (86,6 %). La répartition détaillée en 2018 est la suivante : 
terres arables (85,6 %), zones urbanisées (10,3 %), forêts (4,1 %). L'évolution de l'occupation des sols de la commune et de ses infrastructures peut être observée sur les différentes représentations cartographiques du territoire : la carte de Cassini (XVIIIe siècle), la carte d'état-major (1820-1866) et les cartes ou photos aériennes de l'IGN pour la période actuelle (1950 à aujourd'hui).

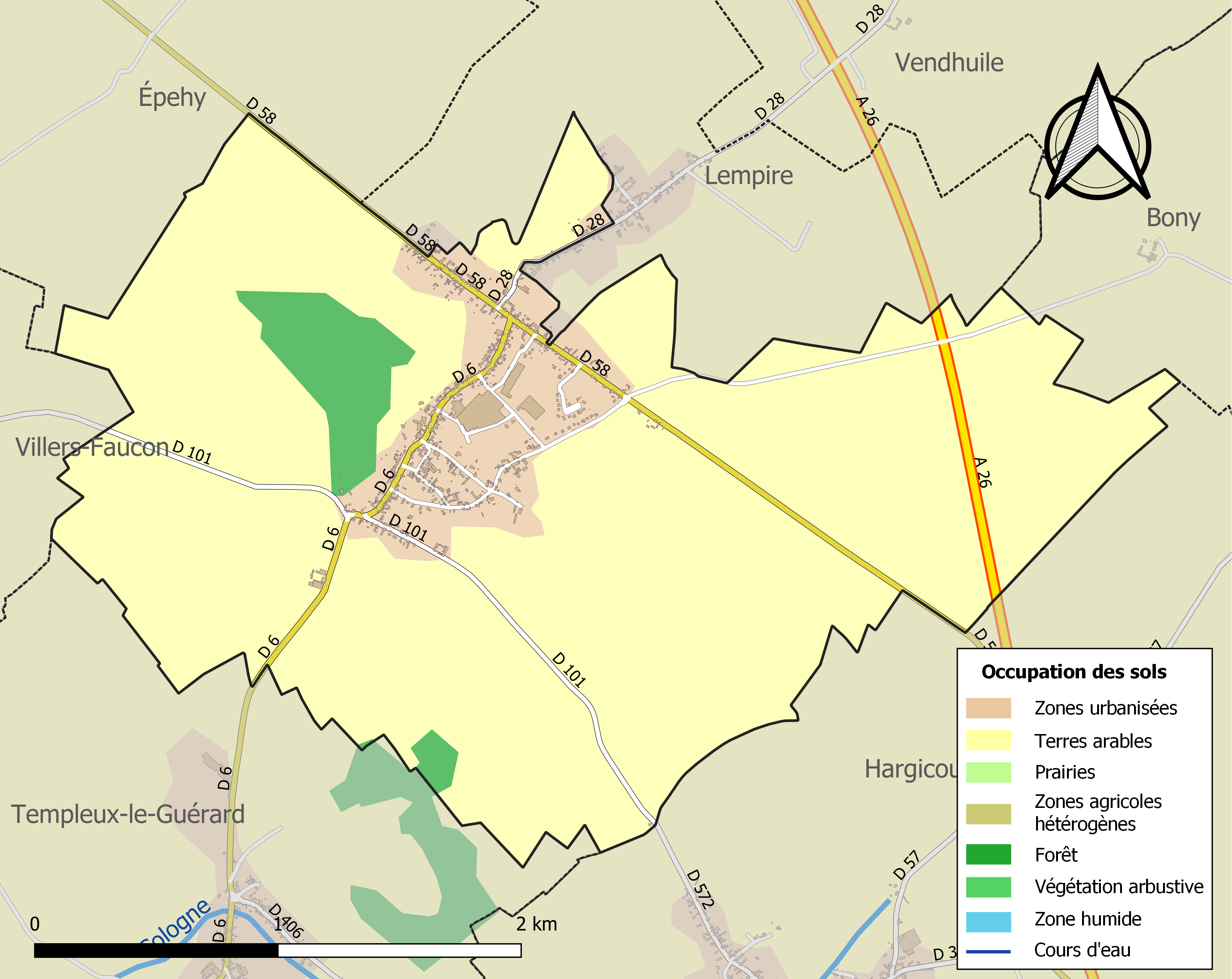
Carte des infrastructures et de l'occupation des sols de la commune en 2018 (CLC).

### Habitat
La commune du Ronssoy présente un habitat groupé. Le village du Ronssoy et celui de Lempire dans le département de l'Aisne présentent une continuité du bâti.

### Voies de communication et transports
La localité est desservie par la ligne d'autocars no 48 (Épehy - Villers-Faucon - Péronne) du réseau interurbain Trans'80 Hauts-de-France.

## Toponymie
On trouve dans les textes anciens : Roinsoi, Rosseium, Rossoy, Ronsseium puis Ronssoy, attesté sous les formes Roinscetum en 1170, Runsoi en 1177, de Ronseio en 1212.
Le nom Ronssoy serait issu du latin Roncia, roncus, signifiant « lieu rempli de ronces », de l'oïl ronçoi « buisson , touffe de ronces ».

## Histoire

### Moyen Age
Au début du XIIe siècle, un château y dépendait de la famille de Coucy. En 1214, Robert et Roger du Ronssoy étaient deux frères, Roger étant porte-étendard de Coucy à la Bataille de Bouvines. Il existait une maladrerie au Ronssoy.

### Époque moderne
En 1595, Léonor de Hallewin, sieur de Ronssoy gouverneur du château de Doullens, fut blessé au cours du siège de cette ville. Il mourut à Arras des suites de ses blessures.
Avant 1698, Le Ronssoy était une paroisse dont dépendait Templeux-le-Guérard ; l'abbé de Honnecourt nommait à la cure. Les habitants ayant embrassé le protestantisme après la Révocation de l'édit de Nantes en 1685, la cure fut transférée à Templeux-le-Guérard jusqu'au concordat de 1801.
Au XVIIIe siècle, la terre du Ronssoy appartenait à la deuxième branche de la famille de Vendeuil.

### Époque contemporaine
Il existe au Ronssoy, un chemin dit : « chemin des cosaques », témoignage de leur passage dans la commune en 1815.
En 1870-1871, au cours de la guerre de 1870, la population subit des réquisitions de la part de l'ennemi.
À la fin du XIXe siècle, il existait au Ronssoy une exploitation de phosphate et une activité industrielle de tissage à la main de coton, laine et soie, sur métier Jacquard.

#### Première Guerre mondiale
Comme la plupart villages  de la région, Le Ronssoy est sorti meurtri de la Grande Guerre car le village a été entièrement détruit: "Ronssoy, dernière commune du département entièrement libérée, est pareillement démolie de fond en comble, sauf une ferme auberge épargnée par miracle".

Au début de la Première Guerre mondiale, en août 1914, des éléments de l'armée britannique ont traversé Ronssoy lors de la retraite vers le sud et les Allemands arrivent au Ronssoy. Dès lors commença l'occupation allemande qui dura jusqu'en mars 1917. Le front se situant à une vingtaine de kilomètres à l'ouest de Péronne, les habitants ne percevaient que le grondement lointain des canons. L'activité des occupants consistait principalement à assurer le logement des combattants  et l'approvisionnement en nourriture. Des arrêtés de la kommandantur obligeaient, à date fixe, sous la responsabilité du maire et du conseil municipal, sous peine de sanctions, la population à fournir : blé, œufs, lait, viande, légumes, destinés à nourrir les soldats du front. Toutes les personnes valides devaient effectuer des travaux agricoles ou d'entretien. En février 1917, le général Hindenburg décida de la création d'une ligne défense à l'arrière du front ; lors du retrait des troupes allemandes, tous les villages seraient détruits pour ne pas servir d'abri aux troupes franco-anglaises. Par  la gare de Villers-Faucon, tous les habitants furent évacués dans des wagons à bestiaux dans le nord de la France et en Belgique. En mars 1917, avant le retrait des troupes allemandes sur la ligne Hindenburg, le long du canal de Saint-Quentin, les maisons sont pillées et incendiées, le village est systématiquement détruit. L'église, la mairie, les écoles et toutes les maisons sont dynamitées et les arbres sciés à 1 m de hauteur.

Le village, vidé de ses habitants, reste occupé par les Allemands ; il sera le théâtre de nombreux combats en mars, avril et août 1917. Les ruines du village seront plusieurs fois reprises par chaque camp. Le Ronssoy et les environs de Lempire ont été le théâtre de violents combats en mars 1918 lors de la Bataille du Kaiser (offensive du printemps allemande connue sous le nom d'opération Michael. Ce n'est que vers le 19 septembre 1918, lors de la bataille de la ligne Hindenburg que Le Ronssoy sera définitivement libéré par les britanniques. Plusieurs chars Mark V furent neutralisés au Ronssoy par les mines, les 29 et 30 septembre 1918, lors de l'attaque de la ligne Hindenburg par la 27e division américaine.
Dans le cimetière militaire reposent les corps des soldats britanniques tombés lors des combats de 1917 et 1918 au Ronssoy.
Peu à peu, les habitants évacués revinrent s'installer dans les ruines du village et alors démarra une phase de reconstruction qui durera une dizaine d'années. De 1260 habitants avant la guerre en 1911, Le Ronssoy n'en comptait plus que 651 en 1921, soit pratiquement la moitié.

Sur le Monument aux Morts sont écrits les noms des 56 soldats du Ronssoy morts pour la France.
Vu les souffrances endurées par la population pendant les quatre années d'occupation et les dégâts aux constructions, la commune s'est vu décerner la Croix de guerre 1914-1918 (France) le 27 octobre 1920.

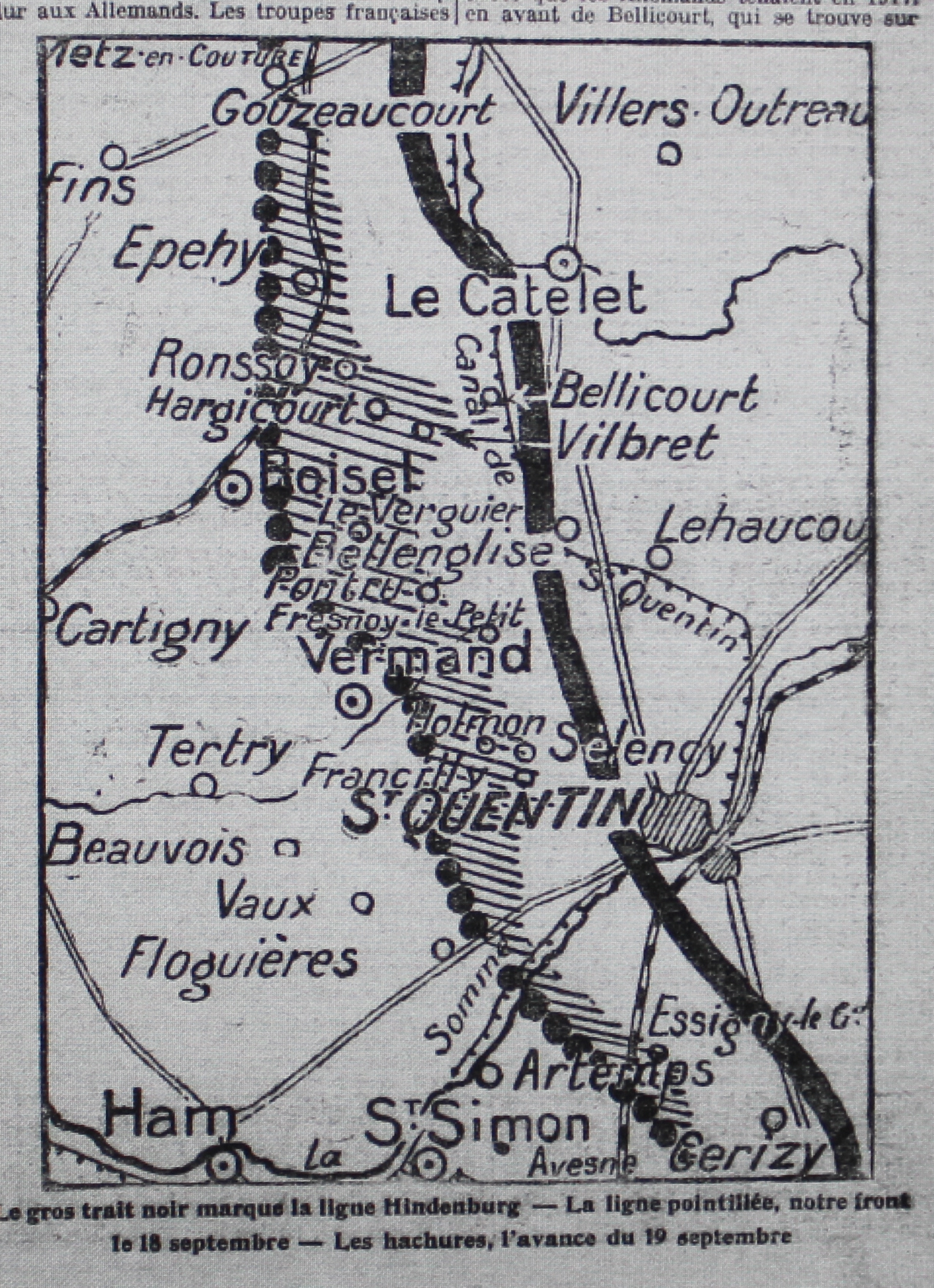
Le front les 18 et 19 septembre 1918, jours de la libération du Ronssoy.
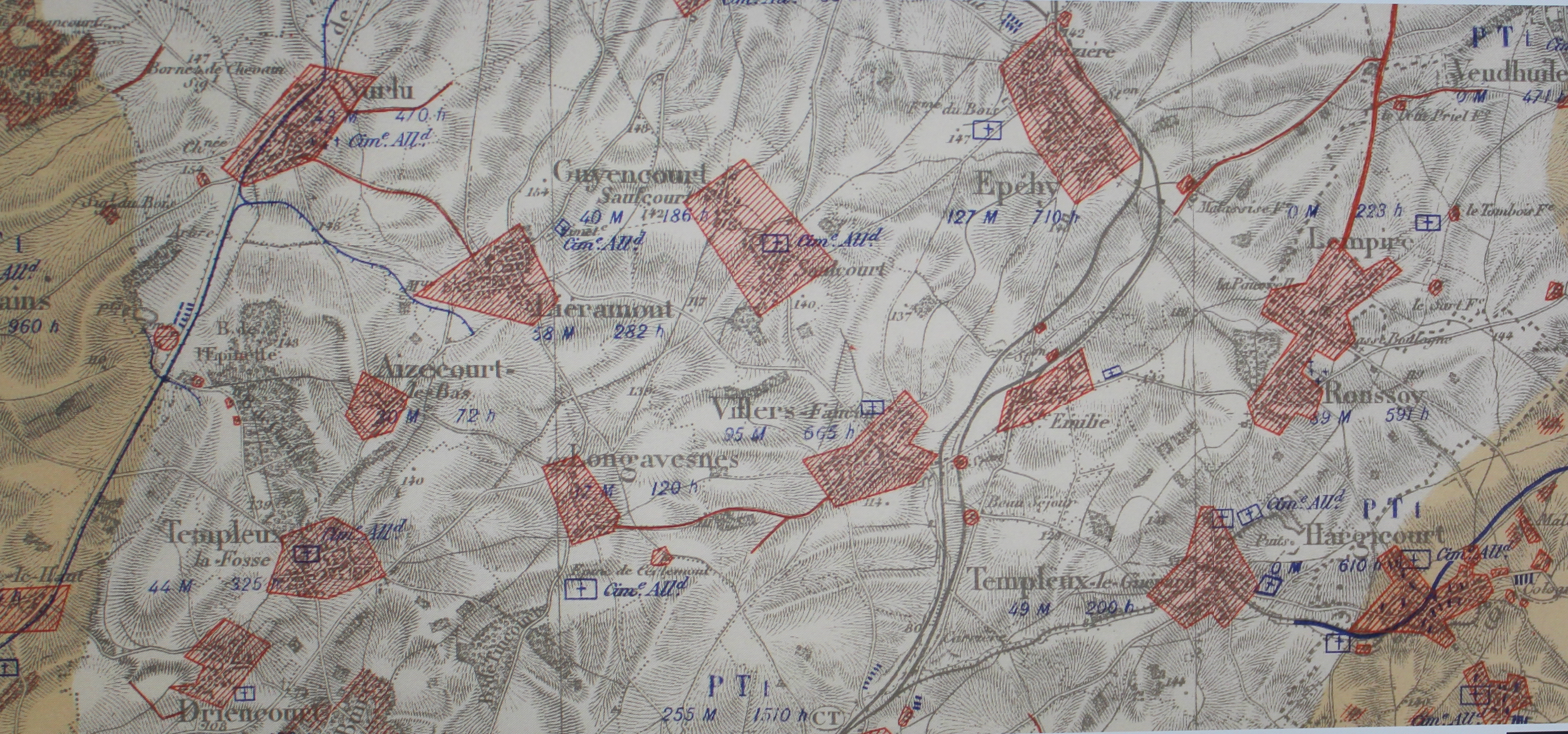
Carte montrant l'étendue des destructions d'Eudicourt lors de la guerre 14-18.
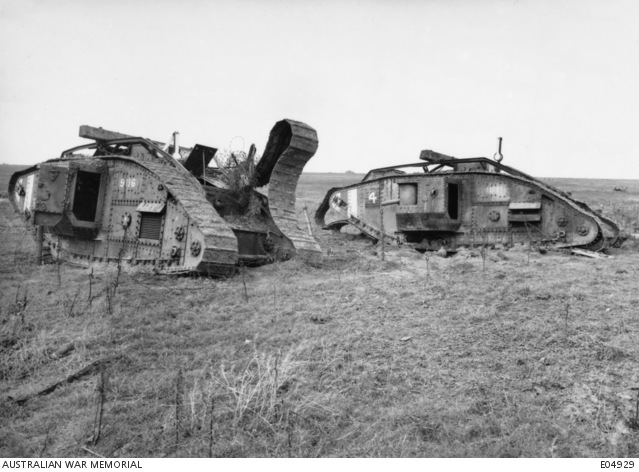
Chars anglais détruits par des mines au Ronssoy (Photo Australian War memorial)
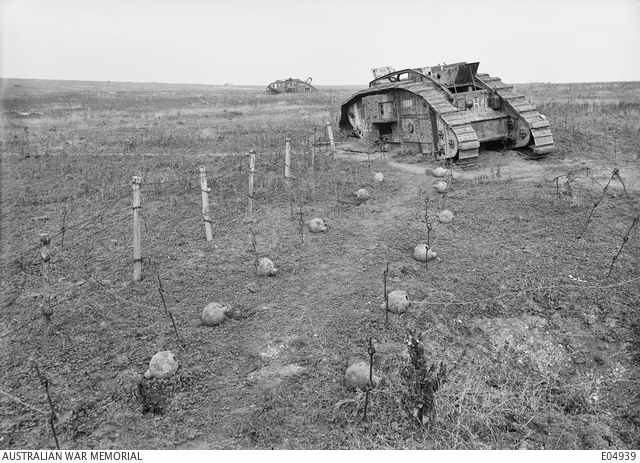
Chars anglais détruits par des mines au Ronssoy (Photo Australian War memorial)
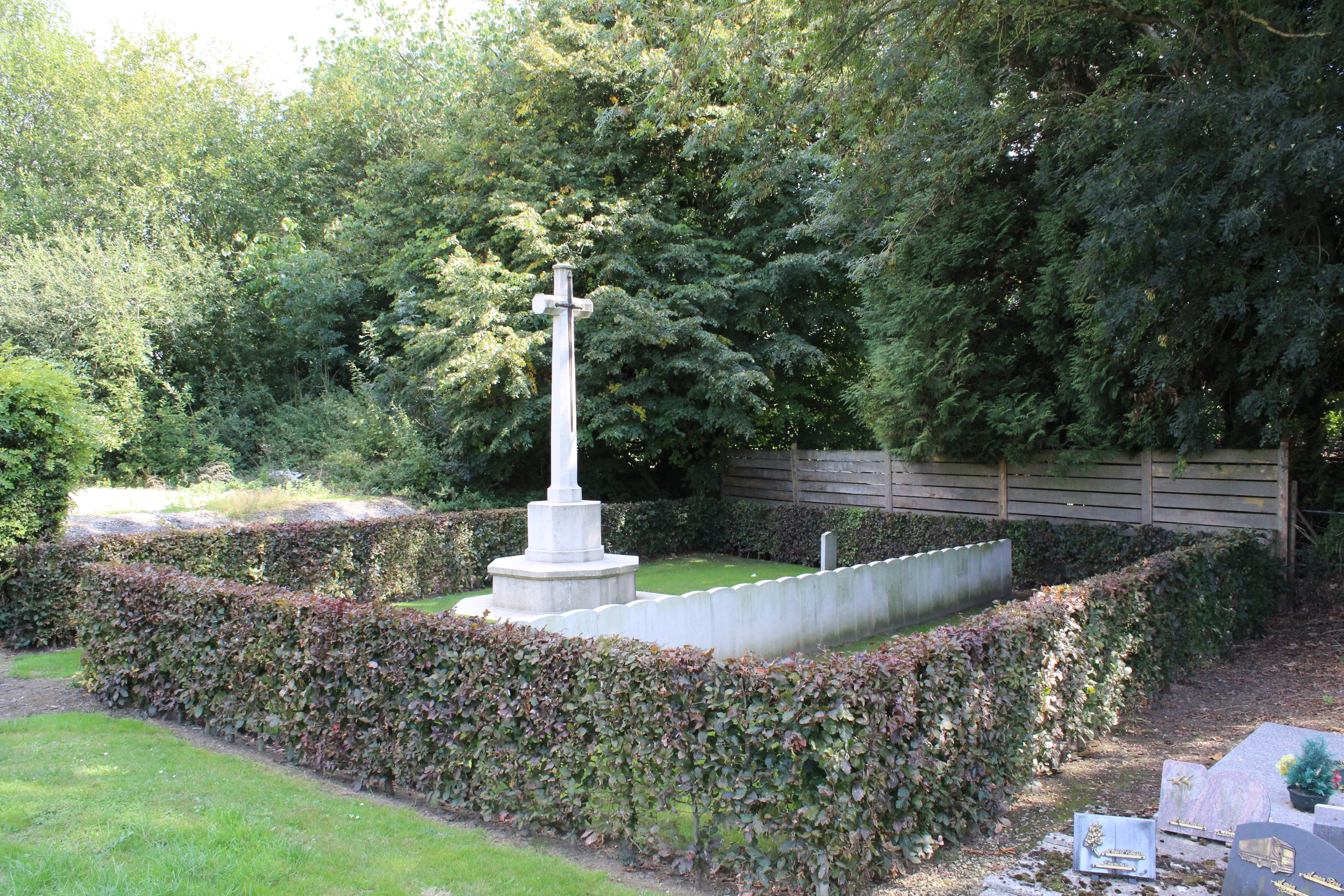
Le cimetière militaire britannique.

#### Entre-deux-guerres
Le village du Ronssoy ayant été totalement détruit pendant la Première Guerre mondiale fut reconstruit durant l'entre-deux-guerres.

## Politique et administration
| Période                                  | Période                   | Identité    | Étiquette | Qualité                        |
| ---------------------------------------- | ------------------------- | ----------- | --------- | ------------------------------ |
| Les données manquantes sont à compléter. |                           |             |           |                                |
| mars 1989                                | En cours (au 31 mai 2020) | Michel Bray |           | Réélu pour le mandat 2020-2026 |

## Population et société

### Démographie
L'évolution du nombre d'habitants est connue à travers les recensements de la population effectués dans la commune depuis 1793. Pour les communes de moins de 10 000 habitants, une enquête de recensement portant sur toute la population est réalisée tous les cinq ans, les populations de référence des années intermédiaires étant quant à elles estimées par interpolation ou extrapolation. Pour la commune, le premier recensement exhaustif entrant dans le cadre du nouveau dispositif a été réalisé en 2006.

En 2022, la commune comptait 578 habitants, en évolution de −1,53 % par rapport à 2016 (Somme : −1,26 %, France hors Mayotte : +2,11 %).
| 1793  | 1800 | 1806  | 1821  | 1831  | 1836  | 1841  | 1846  | 1851  |
| ----- | ---- | ----- | ----- | ----- | ----- | ----- | ----- | ----- |
| 1 012 | 987  | 1 090 | 1 083 | 1 298 | 1 438 | 1 466 | 1 538 | 1 512 |

| 1856  | 1861  | 1866  | 1872  | 1876  | 1881  | 1886  | 1891  | 1896  |
| ----- | ----- | ----- | ----- | ----- | ----- | ----- | ----- | ----- |
| 1 608 | 1 645 | 1 600 | 1 584 | 1 556 | 1 517 | 1 420 | 1 405 | 1 385 |

| 1901  | 1906  | 1911  | 1921 | 1926 | 1931 | 1936 | 1946 | 1954 |
| ----- | ----- | ----- | ---- | ---- | ---- | ---- | ---- | ---- |
| 1 281 | 1 310 | 1 260 | 651  | 754  | 771  | 740  | 638  | 714  |

| 1962 | 1968 | 1975 | 1982 | 1990 | 1999 | 2006 | 2011 | 2016 |
| ---- | ---- | ---- | ---- | ---- | ---- | ---- | ---- | ---- |
| 716  | 696  | 636  | 654  | 624  | 612  | 545  | 577  | 587  |

| 2021 | 2022 | - | - | - | - | - | - | - |
| ---- | ---- | - | - | - | - | - | - | - |
| 582  | 578  | - | - | - | - | - | - | - |

### Enseignement
L'école primaire communale compte 71 élèves à la rentrée scolaire 2017.

## Économie

### Activités économiques et de services
- Trocmé-Vallart Emballage produit des filets en plastique [Note 4] pour les fruits et légumes et prévoit de développer son activité par l'investissement et l'embauche[32].
- L'agriculture demeure une activité de base.

## Culture locale et patrimoine

### Lieux et monuments
- Église Saint-Nicolas du (XXe siècle), aux ouvertures romanes, complètement reconstruite après la Première Guerre mondiale.
- Le cimetière militaire britannique situé à l'intérieur du cimetière communal.

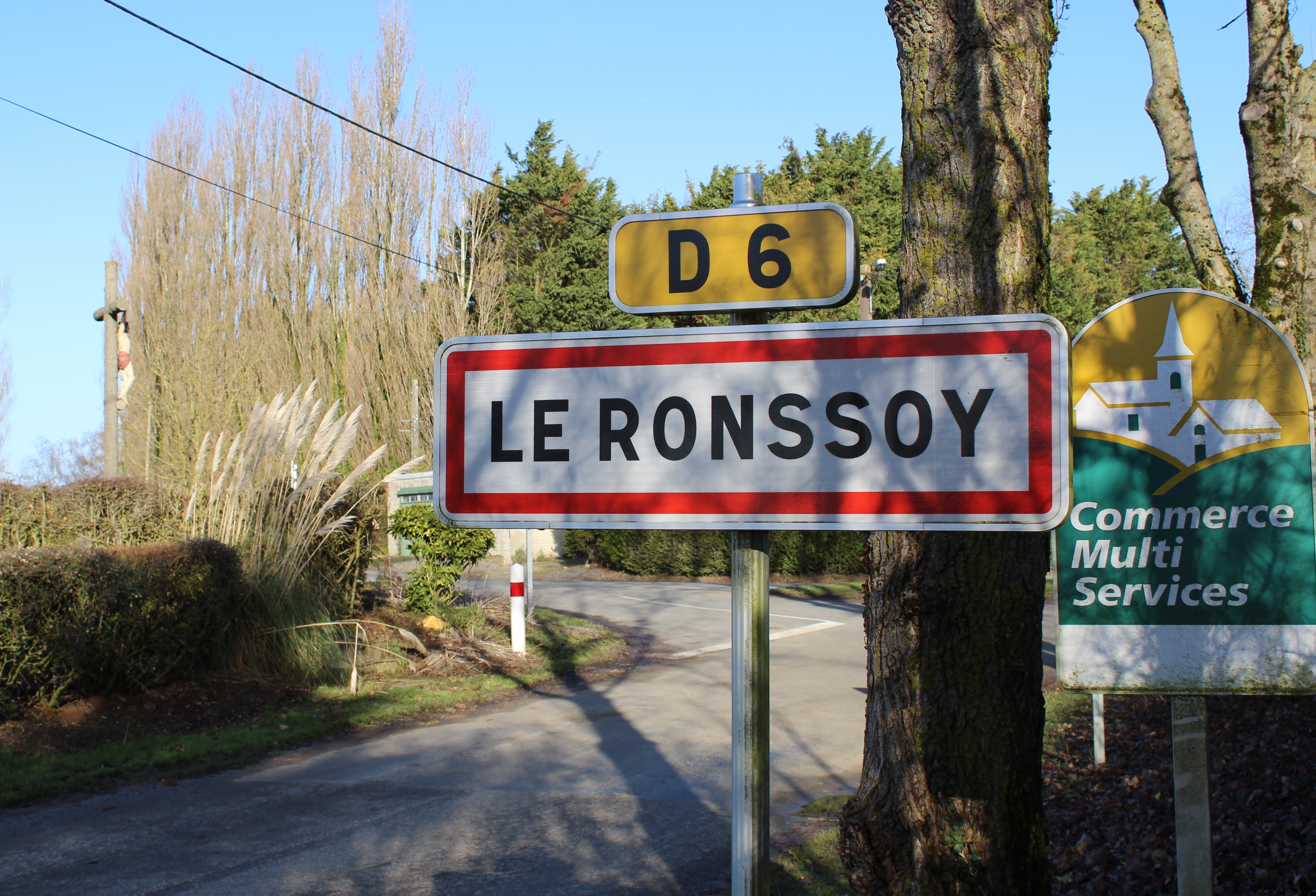
Entrée du village.
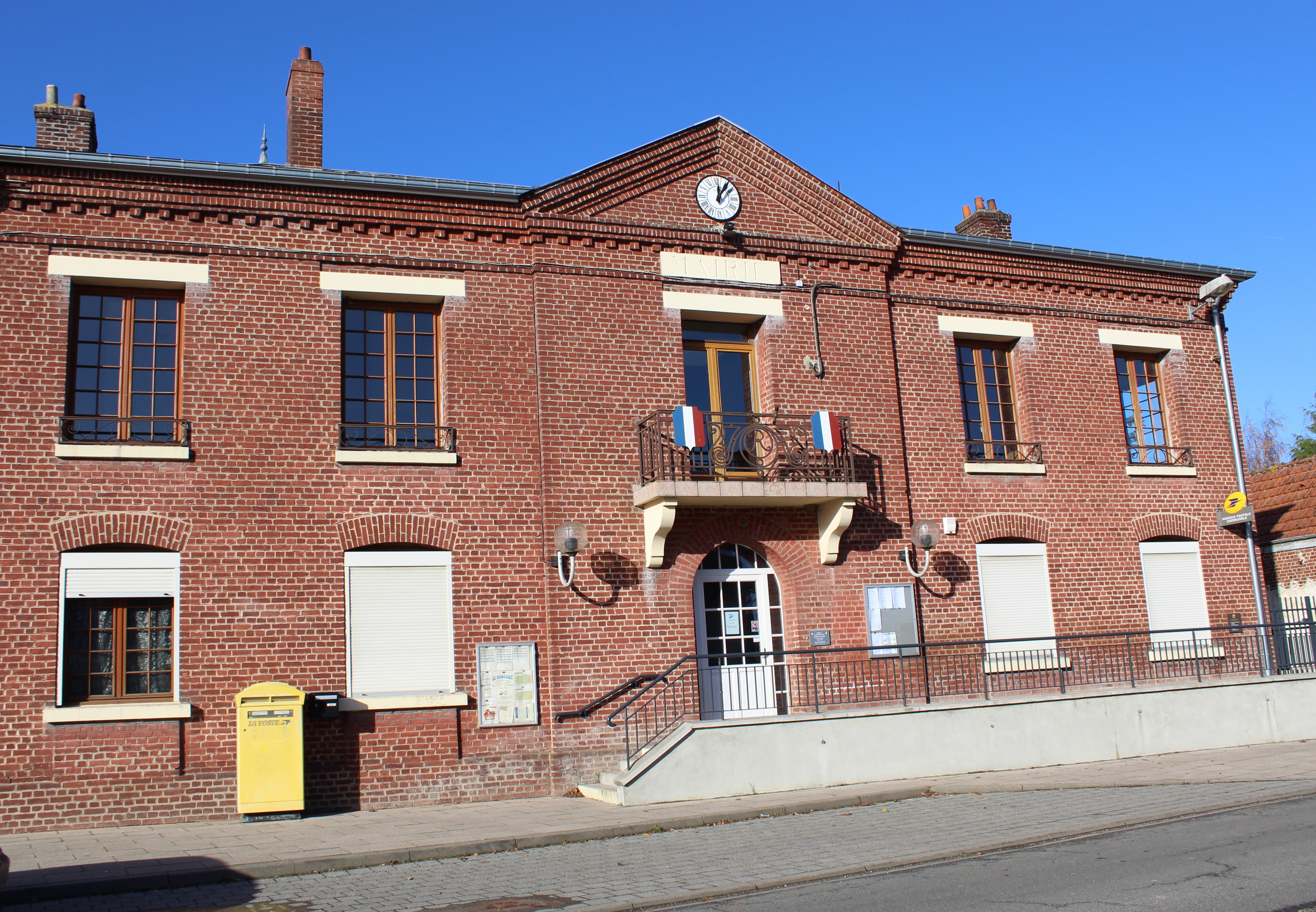
La mairie.
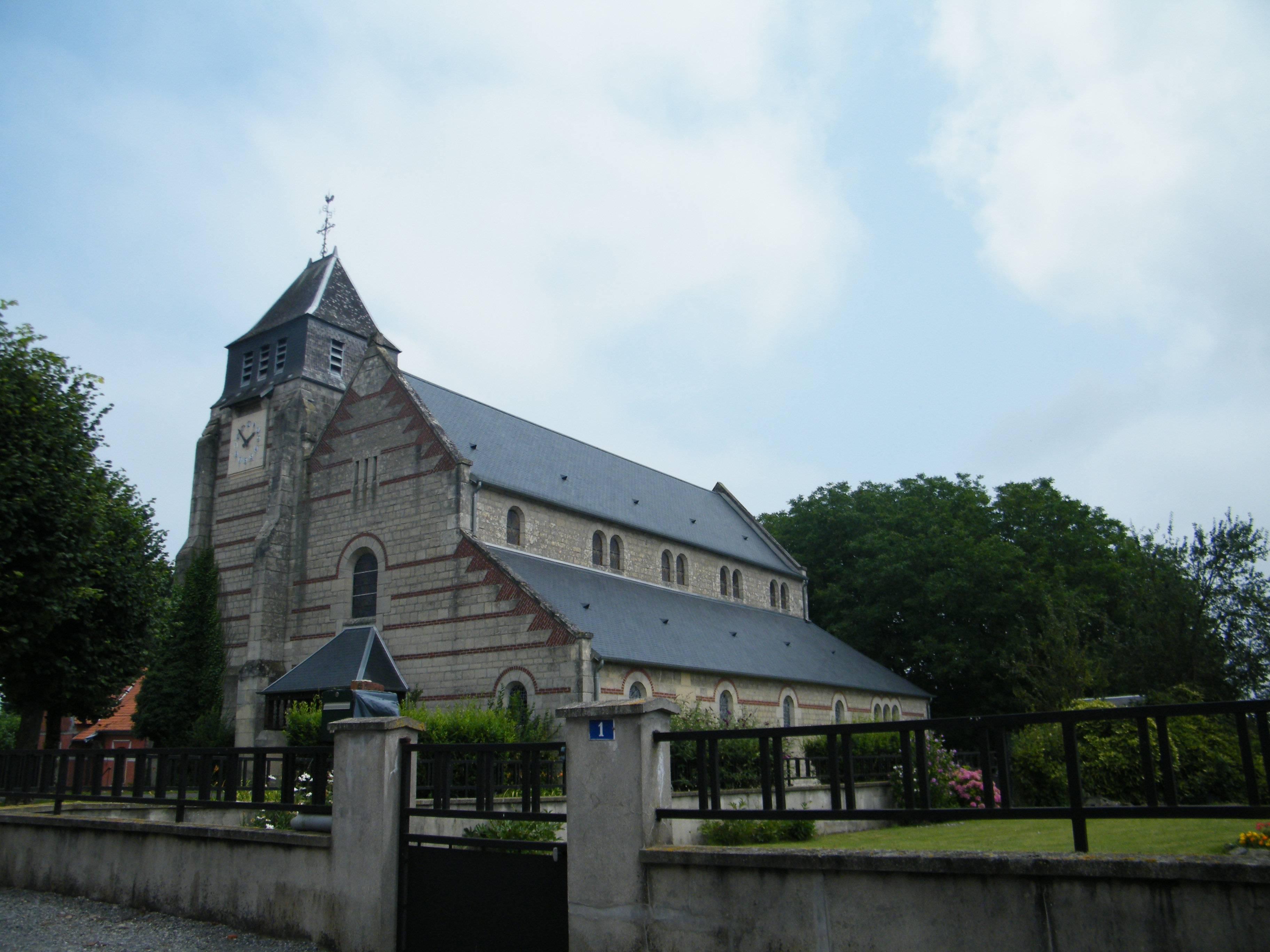
Saint-Nicolas.
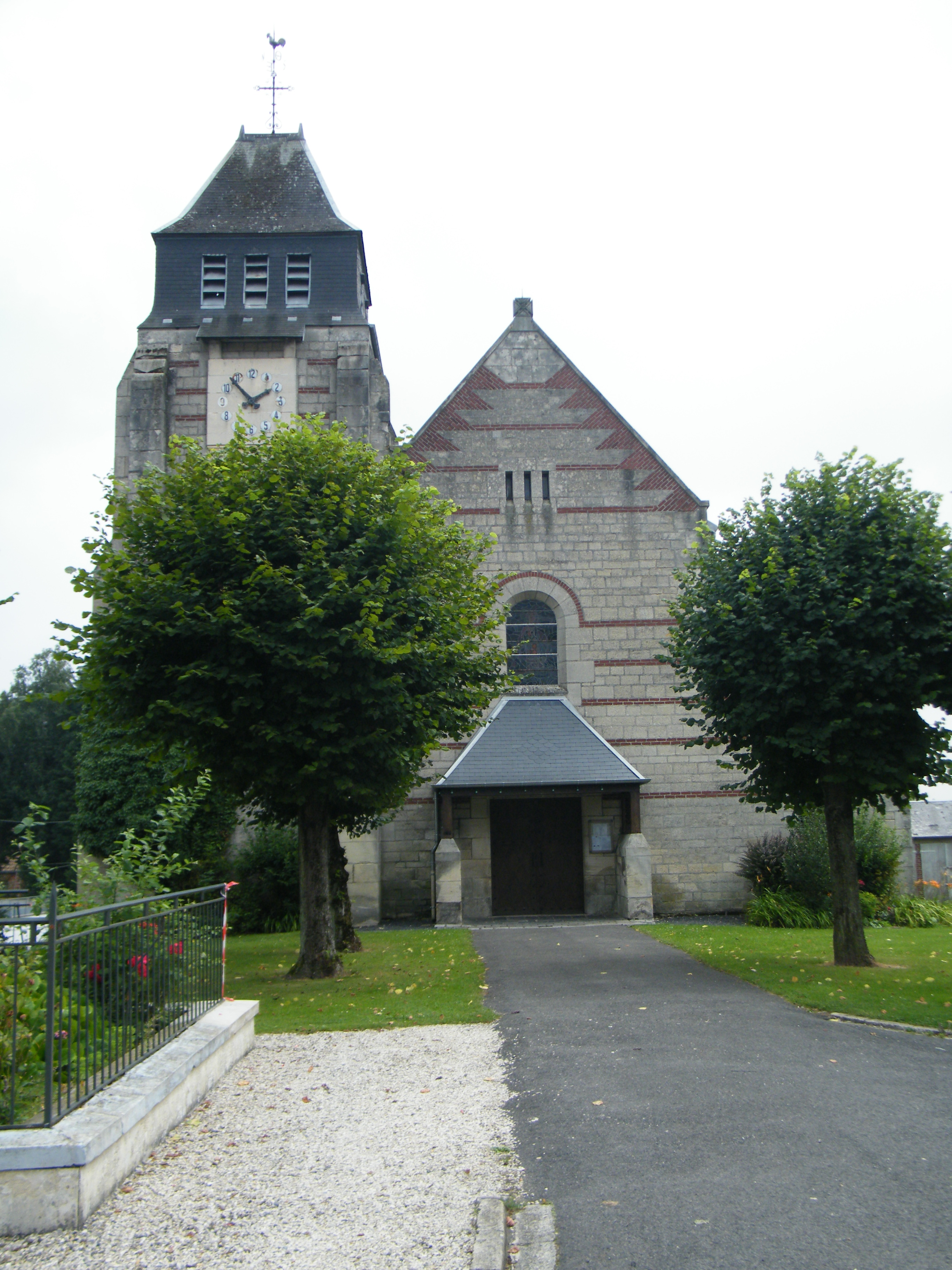
Autre vue de l'église.
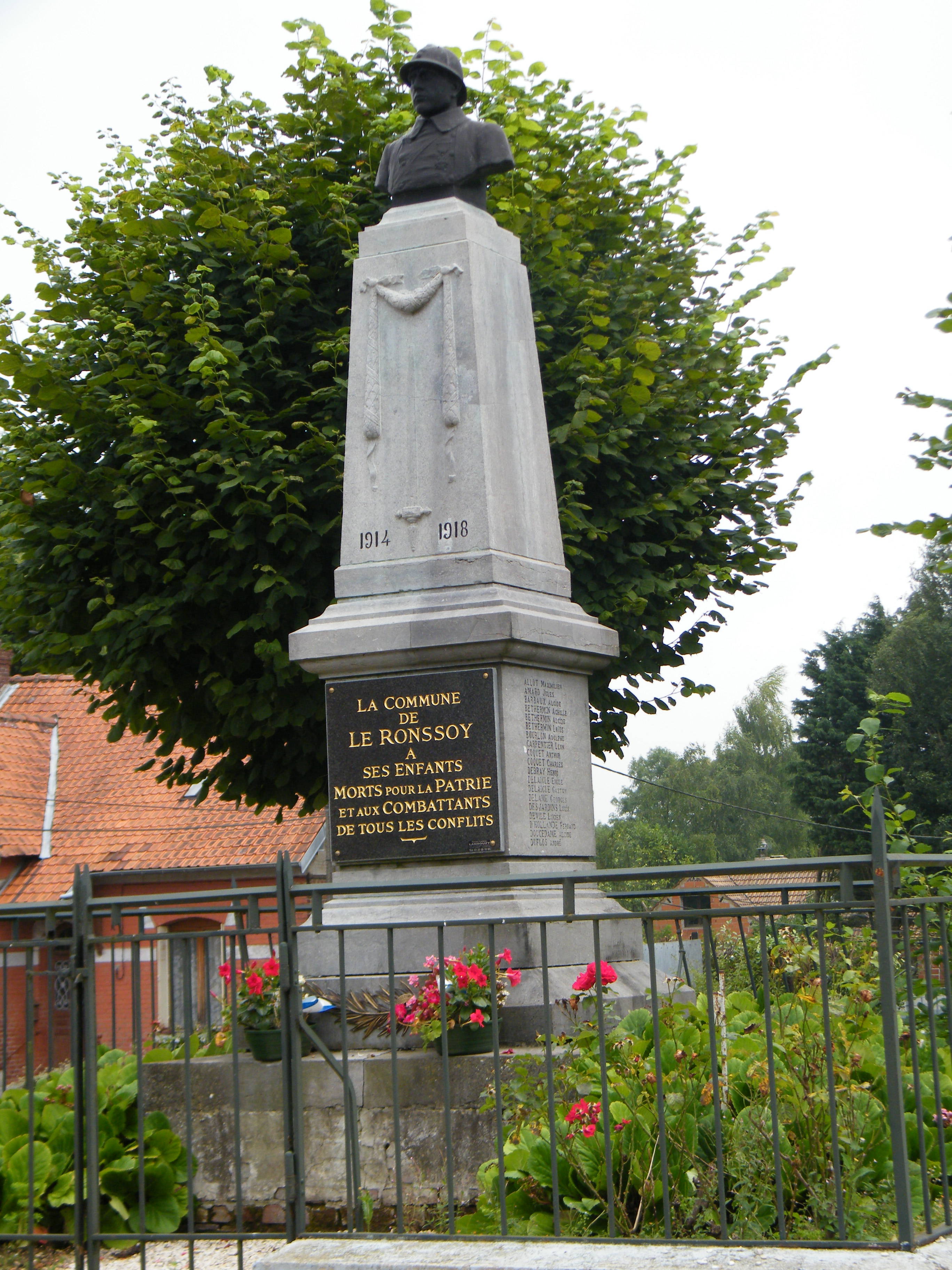
Monument.

### Personnalités liées à la commune
- Jean-Louis Desjardins, né le 16 août 1775 au Ronssoy, décédé en 1862, lieutenant d'infanterie sous le 1er Empire, chevalier de la Légion d'honneur en 1805 ( Samariens sous l'Empire).
- Anatole Vély, artiste peintre né au Ronssoy en 1838, décédé en 1882.
- Paul Moiret, poète picard, a écrit « Pouème ed pindin l'ertroéte ». En juin 2024, la commune de Ronssoy a inauguré une étape du Circuit des écrivains de langue picarde consacré au poète Paul Moiret.

## Héraldique
| Blason de Ronssoy | Blason  | De sinople à la branche de ronce d'argent; au chef du même chargé de trois lionceaux de sable, lampassés de gueules et couronnés d'or. |
| Blason de Ronssoy | Détails | Armes parlantes. Le statut officiel du blason reste à déterminer.                                                                      |